# António Lino
António Lino da Veiga Ferreira Pedras (1914 - 1996), foi um Pintor e artista português.
Formou-se na Escola de Belas Artes do Porto. Foi sócio do Movimento de Renovação da Arte Religiosa, agremiação laica e católica, fundada em Lisboa e presidida por Nuno Teotónio Pereira, à volta da qual se reuniram arquitetos e artistas plásticos tendo em vista defender uma atualização da arte sacra portuguesa contemporânea de acordo com algumas premissas modernistas.

## Obras
- Igreja de São João de Deus, Praça de Londres, Lisboa (1949/53).[1][2]
- Capela de Nossa Senhora da Paz no Santuário Nacional de Cristo Rei, Almada [3]
- Colunatas do Santuário de Fátima[4]
- Pavilhão dos Desportos Náuticos da Exposição do Mundo Português (actualmente Espelho de Água), Belém, Lisboa. 1940. (com Cottinelli Telmo)[1] Edifício ampliado em 1942 para a configuração actual.
- Moradia no Bairro de Belém, Rua 10, nº10, Lisboa (Ampliação).
- Painéis de Mosaico de António Lino, na Reitoria da Universidade de Lisboa[5]
- Painél de Mosaico do Tribunal da Figueira da Foz.
- Painel de Mosaico com 12 metros de altura, tipo florentino, representando a Última Ceia no altar-mor da Igreja do Sagrado Coração de Jesus em Vale Covo, Bombarral.
- Painél de Mosaico na residência do comendador Nogueira da Silva, atual edifício do Museu Nogueira da Silva.